# Obi-Wan Kenobi
Obi-Wan Kenobi és un personatge fictici de la sèrie de pel·lícules de La Guerra de les Galàxies, llibres de ficció i altres publicacions de la franquícia. Obi-Wan era un cavaller jedi i una figura clau en els esdeveniments de l'univers com ara les Guerres Clon, l'extinció dels Jedi, la caiguda de la República Galàctica i la lluita de l'Aliança Rebel contra l'Imperi Galàctic.
A les pel·lícules de la trilogia original va ser interpretat per l'actor anglès Alec Guinness, mentre que a la trilogia preqüela una versió més jove del personatge ho va ser per l'escocès Ewan McGregor. La interpretació de Guiness a la pel·lícula original La Guerra de les Galàxies (1977) li van suposar la nominació a l'Oscar al millor actor secundari, l'únic actor nominat per una pel·lícula de la saga.
El personatge, procedent del planeta Stewjon va ser el padawan de Qui-Gon Jinn, que va ser assassinat per Darth Maul, al que ell va matar aparentement. Es va convertir en mestre Jedi i va formar a Anakin Skywalker i més tard al fill d'aquest, Luke Skywalker. Membre del Consell Jedi, Obi-Wan també va ser un General Jedi durant les Guerres clon. Va matar el General Grievous. Va ser un dels supervivents de la Gran Purga Jedi i es va retirar a Tatooine per guiar a Luke. Es va sacrificar lluitant amb el seu antic aprenent padawan Anakin, que s'havia convertit en Darth Vader. Kenobi es va convertir en un esperit de la Força i va poder seguir guiant a Luke en el camí per convertir-se en cavaller Jedi.

## Aparicions

### Trilogia original
A la pel·lícula original "La Guerra de les Galàxies", posteriorment renombrada com episodi IV: Una nova esperança, Obi-Wan havia adoptat el nom de Ben Kenobi. Va ser requerit per la Princesa Leia, en un missatge transmés per R2-D2 on li demana que l'ajudi a portar a Alderaan els plànols secrets de l'Estrella de la Mort. El robot, juntament amb C-3PO va ser adquirit per Owen Lars, l'oncle de Luke Skywalker però R2 va escapar per complir la seva missió. Luke i C-3PO el van seguir i va salvar al noi dels jawas. Després d'explicar-li a en qui era son pare i donar-li l'espasa de llum dels jedi, tal com son pare li havia encomanat, abans que Darth Vader el traís i el matés. Obi-Wan li va oferir ensenyar els camins de la Força per convertir-lo en un Jedi. Luke ho va rebutjar inicialment per quedar-se amb els seus oncles, però quan va descobrir que havien estat assassinats per l'Imperi, va decidir acompañar-lo. Junts van anar a la cantina de Mos Eisley, on van contractar Han Solo i Chewbacca perquè els portessin a Alderaan en la seva nau, el Falcó Mil·lenari.
El planeta va ser destruït per l'Estrella de la Mort. Quan el Falcó Mil·lenari va arribar a les seves proximitats es va trobar en el seu lloc amb una tormenta de meteorits i van veure una nau imperial. Van intentar destruir-la perquè no revelés la seva posició, però van ser arrossegats per un raig tractor de l'Estrella de la Mort.
Al seu interior, Obi-Wan va inutilitzar el dispositiu que retenia el Falcó Mil·lenari, però abans que pogués tornar va retrobar-se amb el seu antític pupil. Darth Vader es va enfrontar a ell. Vader va destruir el seu cos físic, però Obi-Wan va desaparèixer sota la seva capa. Poc després, Luke va sentir-lo en la seva ment.
Posteriorment, a mesura que el control de la Força de Luke augmentava, era capaç de sentir més la seva presència. Així, a L'Imperi Contraataca va aparèixer davant seu per dir-li que havia d'anar a Dagobah a aprendre del mestre de jedis Yoda, però no va completar el seu entrenament al presentir el perill en que se trobavan els seus amics, a pesar de la seva advertència i la de Yoda de que no estava preparat i era sensible a les tentacions del costat fosc.
A El retorn del Jedi es va retrobar amb Luke, qui el va recriminar que l'ocultés que Vader era el seu pare. Obi-Wan li va dir que ho pensava explicar quan completés el seu entrenament. Li va dir que Leia era la seva germana bessoa, però no estava entrenada, de manera que ell era l'últim Jedi.

### Trilogia preqüela
Obi-Wan Kenobi havia estat portat a Coruscant per començar el seu entrenament Jedi poc després. Es va entrenar sota la tutela de Yoda i era Padawan de Qui-Gon Jinn.
A The Phantom Menace, a l'any 32 abans de la batalla de Yavin, el Canciller Suprem Valorum va enviar a Qui-Gon Jinn a reunir-se amb el Virrey Nute Gunray, secretament aliat amb Darth Sidious, que va ordenar invadir Naboo i eliminar-los. La seva nau va ser destruïda, però va escapar i va arribar a Naboo. Amb l'ajuda d'un indígena anomenat Jar Jar Binks, van rescatar a la Reina Padmé Amidala i van escapat en la seva nau diplomàtica, però van ser atacats, venient forçats a aterrar a Tatooine. Qui-Gon va fer amistat amb Anakin Skywalker, un nen esclau de Watto. Qui-Gon va apostar amb Watto per obtenir la llibertat del nen i les peces que necessitaven per reparar la nau en una carrera de Vaines. Anakin va guanyar la carrera. Qui-Gon creia que Anakin podia ser l'elegit que complís una vella profecia i portar equilibri a la Força. El Consell Jedi va sentir que la Força era poderosa en ell, però va rebutjar que fos entrenada perquè era massa gran. Qui-Gon es va oferir per prendre'l com padawan considerant que Obi-Wan ja estava preparat, però el Consell va rebutjar prendre la decisió i els va enviar a Naboo a escoltar a la Reina en el seu retorn.
A Naboo, Qui-Gon i Obi-Wan es van enfrontar a Darth Maul, l'aprenent de Darth Sidious. Maul va aconseguir separarlos i va matar a Qui-Gon. Obi-Wan va aconseguir partir-lo en dos sentiments, sent el primer Jedi en matar un Sith en combat en aproximadament 1000 anys. Abans de morir, Qui-Gon li va fer prometer que entrenaria a Anakin. El consell li va donar permís per entrenar-lo.
A l'episodi II: L'atac dels clons, el 22 ABY va trobar l'exèrcit Clon a Kamino, però va ser capturat provocant la captura de Skywalker i la Senadora Amidala que havien intentat rescatar-lo. Els van rescatar els altres Jedi i els nous soldats clon, però amb la batalla van començar les Guerres Clon.
A l'inici de l'episodi III: La venjança dels Sith el Canciller Palpatine havia estat capturat pel General Grievous. Obi-Wan i Anakin Skywalker el van trobar presoner del Comte Dooku, que va deixar inconscient a Obi-Wan i el canciller va fer que Anakin utilitzés els seus sentiments d'agressivitat perquè matés a Dooku, mentre que el general Grievous va aconseguir escapar. Obi-Wan va ser enviat a matar el General Grievous, i ho va aconseguir.
Juntament amb el mestre Yoda va ser un dels Jedis supervivents de l'Ordre 66. De tornada al Temple Jedi va descobrir que Skywalker havia caigut en el costat fosc de la Força i que va liderar un ataque per matar a tots els Jedis que quedaven al temple seguint les ordres del Canciller Palpatine. Kenobi va viatjar a Mustafar per enfrontar-se al seu antic amic i aprenent que havia pres el nom de Darth Vader. Durant el seu enfrontament, Vader va caure en una tormenta de lava i Obi-Wan el va deixar per morir.
Obi-Wan va separar secretament els fills de Darth Vader, Luke Skywalker i Leia Organa. A Leia la va portar a Alderaan per ser adoptada, mentre que Luke el va portar a Tatooine on ell mateix es va exiliar.

### Trilogia seqüela
A El despertar de la força, situat 30 anys després de "El retorn del Jedi", la protagonista Rey sent la veu d' Obi-Wan's quan toca l'espasa de llum de Luke. Obi-Wan anomana a Rey abans de dir les paraules d'encoratjament que va donar a Luke durant la seva formació al Falcó Mil·lenari: "Aquests són els teus primers passos". James Arnold Taylor va enregistrar les primeres línies per a aquesta escena, però els seus registres van ser substituïts per la intervenció de veu d'Ewan McGregor.

### Sèries d'animació

#### Star Wars: Clon Wars
Obi-Wan és un dels protagonistes de la sèrie d'animació canònica Star Wars: The Clone Wars iniciada el 2008 que se situa entre els episodis II i III.
Durant les Guerres Clon es va retrobar amb la duquessa Satine Kryze, a la que havia conegut anys abans quan, juntament amb el seu mestre Qui-Gon van ser enviats a Mandalore per protegir-la dels seus enemics, qui havien enviat caçadors de recompenses per eliminar-la. Van tenir un incident amb uns àcars verinosos a Draboon, on Kenobi va dur a Satine, només per caure i deixar-la anar. Satine va tenir una cicatriu des de llavors. Durant aquell temps els dos joves es van enamorar. Sufocat l'alçament contra la duquessa, Obi-Wan va tornar al seu entrenament Jedi malgrat els seus sentiments. En el seu retrobament, Satine va liderar una organització coneguda com el Consell de Sistemes Neutrals.

#### Star Wars: Rebels
A Star Wars Rebels, situat cinc anys abans de la pel·lícula original, Obi-Wan apareix com holograma a l'episodi pilot, "Spark of Rebellion". A la tercera temporada, a l'episodi "Visions and Voices", Ezra Bridger descobreix que Obi-Wan està viu a Tatooine; l'antic enemic d'Obi-Wan, Darth Maul, també el troba. A l'episodi "Twin Suns", Obi-Wan fereix mortalment a Maul durant un duel final d'espases de llum; amb la seva respiració moribunda, Maul pregunta a Obi-Wan si està protegint "L'elegit", i Obi-Wan respon afirmativament. Després de la mort de Maul, Obi-Wan es veu vigilant a distància Luke Skywalker.

### Noveles
Obi-Wan Kenobi apareix a la novel·la Dark Disciple, basat en guions per futus episodis de The Clone Wars que no es van arribar a emetre.

### Còmics
Obi-Wan Kenobi va coprotagonitzar amb Anakin Skywalker la sèrie limitada de Marvel Comics "Obi-Wan & Anakin" de cinc números, que se situa cronològicament entre els episodis I i II de la trilogia preqüela.
Anakin progressava increïblement sota la tutela d'Obi-Wan, però no controlava les emocions. El Senador Palpatine va demanar al Mestre Windu que l'enviessin a ell per ajudar-lo, aprofitant la seva posició perquè no podia negar-s'hi. Palpatine va aconseguir la seva confiança i li va preguntar si era feliç entrenant per ser un Jedi. Li va respondre afirmativament i Palpatine li va dir que li aniria molt bé tenir-lo al seu costat quan acabés el seu entrenament. Poc després li va dir a Obi-Wan que volia deixar el seu entrenament. Quan l'hi va explicar a Yoda, li va dir que havien rebut una trucada demanant ajuda i que havia d'anar a investigar amb Anakin. Yoda li va preguntar si trencaria el seu vot a Qui-Gon Jinn si se'n anava i li va respondre que completaria el seu entrenament en la Força, la qual cosa significaria que ell també hauria d'abandonar l'ordre Jedi.
Van anar a Carnelion IV i es van veure embolicats en una guerra. Obi-Wan va trobar a Sera, qui havia enviat la trucada. Anakin va arreglar la unitat de comunicació i va enviar un senyal interplanetària aconseguint la pau per al planeta per l'arribada de la flota de la República. Obi-Wan li va explicar els avantatges de pertànyer als Jedi i Anakin va demanar continuar aprenent d'ell.
Obi-Wan també apareix a les històries incloses a Star Wars vol.2 núm.15 i 20 de Marvel que porten per títol "From the Journals of Old Ben Kenobi" (dels diaris del vell Ben Kenobi), i de manera indirecta a la història "Yoda's Secret War" també narrada als diaris de Ben Kenobi, "tal com Yoda se l'havia explicat".